# Ludobójstwo w Strefie Gazy
Ludobójstwo w Strefie Gazy – akty ludobójstwa, jakich według agencji ONZ-owskich oraz licznych ekspertów i organizacji praw człowieka, w tym Amnesty International i Human Rights Watch, dopuścił się Izrael wobec Palestyńczyków podczas inwazji i bombardowania Strefy Gazy w ramach konfliktu z Hamasem. Różni obserwatorzy, w tym Specjalna Komisja ONZ ds. Zbadania Praktyk Izraelskich oraz Specjalny Sprawozdawca ONZ, cytowali wypowiedzi wysokich rangą urzędników izraelskich, które mogą sugerować „zamiar zniszczenia” ludności Gazy w całości lub w części – co jest kluczowym warunkiem prawnym do uznania działań za ludobójstwo.
Do połowy sierpnia 2024 izraelskie działania militarne doprowadziły do ponad 40 000 potwierdzonych zgonów Palestyńczyków – czyli 1 na 59 osób w Strefie Gazy – przy średniej 148 zgonów dziennie. Większość ofiar stanowili cywile, z których co najmniej połowa to kobiety i dzieci. W porównaniu z innymi współczesnymi konfliktami liczba zgonów dziennikarzy, pracowników humanitarnych, służby zdrowia oraz dzieci należy do najwyższych na świecie. Uważa się, że tysiące ciał wciąż pozostają pod gruzami zniszczonych budynków. „The Lancet” oszacował łączną liczbę ofiar śmiertelnych spowodowanych obrażeniami pourazowymi na 70 000. Natomiast liczba rannych przekracza 100 000.
Strefa Gazy ma najwyższy odsetek dzieci po amputacjach na świecie. W sierpniu 2024 tylko 17 z 36 szpitali w Strefie Gazy działało częściowo; 84% ośrodków zdrowia zostało zniszczonych lub uszkodzonych. Przymusowa blokada ze strony Izraela znacząco przyczyniła się do kryzysu głodowego i zagrożenia głodem w Strefie Gazy, a doniesienia wskazują, że niektórzy izraelscy cywile blokowali lub atakowali konwoje z pomocą humanitarną na granicy. Na początku konfliktu Izrael odciął dostawy wody i energii elektrycznej do Strefy Gazy. Zniszczono również wiele obiektów o znaczeniu kulturowym, w tym wszystkie 12 uniwersytetów, 80% szkół, oraz liczne meczety, kościoły, muzea i biblioteki.
Rząd Republiki Południowej Afryki zainicjował postępowanie South Africa v. Israel przed Międzynarodowym Trybunałem Sprawiedliwości (MTS), zarzucając Izraelowi naruszenie konwencji w sprawie zapobiegania i karania zbrodni ludobójstwa. W swoim wstępnym orzeczeniu MTS uznał, że Republika Południowej Afryki ma prawo wnieść sprawę, a Palestyńczycy mają prawo do ochrony przed ludobójstwem. Sąd nakazał Izraelowi przestrzeganie zobowiązań wynikających z Konwencji poprzez podjęcie wszelkich możliwych środków zapobiegających aktom ludobójstwa, przeciwdziałania i karania podżegania do ludobójstwa oraz umożliwienia podstawowych usług humanitarnych w Strefie Gazy. W późniejszym orzeczeniu Trybunał nakazał również Izraelowi zwiększenie pomocy humanitarnej dla Strefy Gazy oraz zapobieganie aktom ludobójstwa podczas ofensywy w Rafah. Rząd Izraela odrzucił zarzuty stawiane przez Republikę Południowej Afryki.

## Zarejestrowane akty ludobójstwa
Po rozpoczęciu przez Izrael operacji militarnej przeciwko Hamasowi zarówno Genocide Watch, jak i Instytut Lemkina ds. Zapobiegania Ludobójstwu wydały oświadczenia ostrzegające przed bezpośrednim ryzykiem ludobójstwa. W grudniu 2023 Instytut Lemkina stwierdził, że postrzega trwające działania Izraela jako ludobójstwo. Natomiast w grudniu 2024 Genocide Watch ogłosił, że Izrael dopuszcza się ludobójstwa na ludności palestyńskiej. 
Defence for Children International (DCI) oskarżyła USA o współudział w „zbrodni ludobójstwa” Izraela. W marcu 2024 DCI zajęła się kwestią głodu w Strefie Gazy: „Głód dzieci jest cechą charakterystyczną ludobójstwa i świadomym wyborem politycznym Izraela, wspieranym przez administrację Bidena”. 
W grudniu 2023 Międzynarodowa Federacja Praw Człowieka stwierdziła, że działania Izraela w Strefie Gazy stanowią rozwijający się ludobójstwo. W lutym 2024, przed ogłoszonym przez Izrael atakiem militarnym na Rafah, szefowa Amnesty International Agnès Callamard napisała: „Amnesty International powtarza, że Palestyńczycy w Strefie Gazy są poważnie narażeni na ludobójstwo. Społeczność międzynarodowa ma obowiązek działać, aby zapobiec ludobójstwu”.

### Bezpośrednie akty

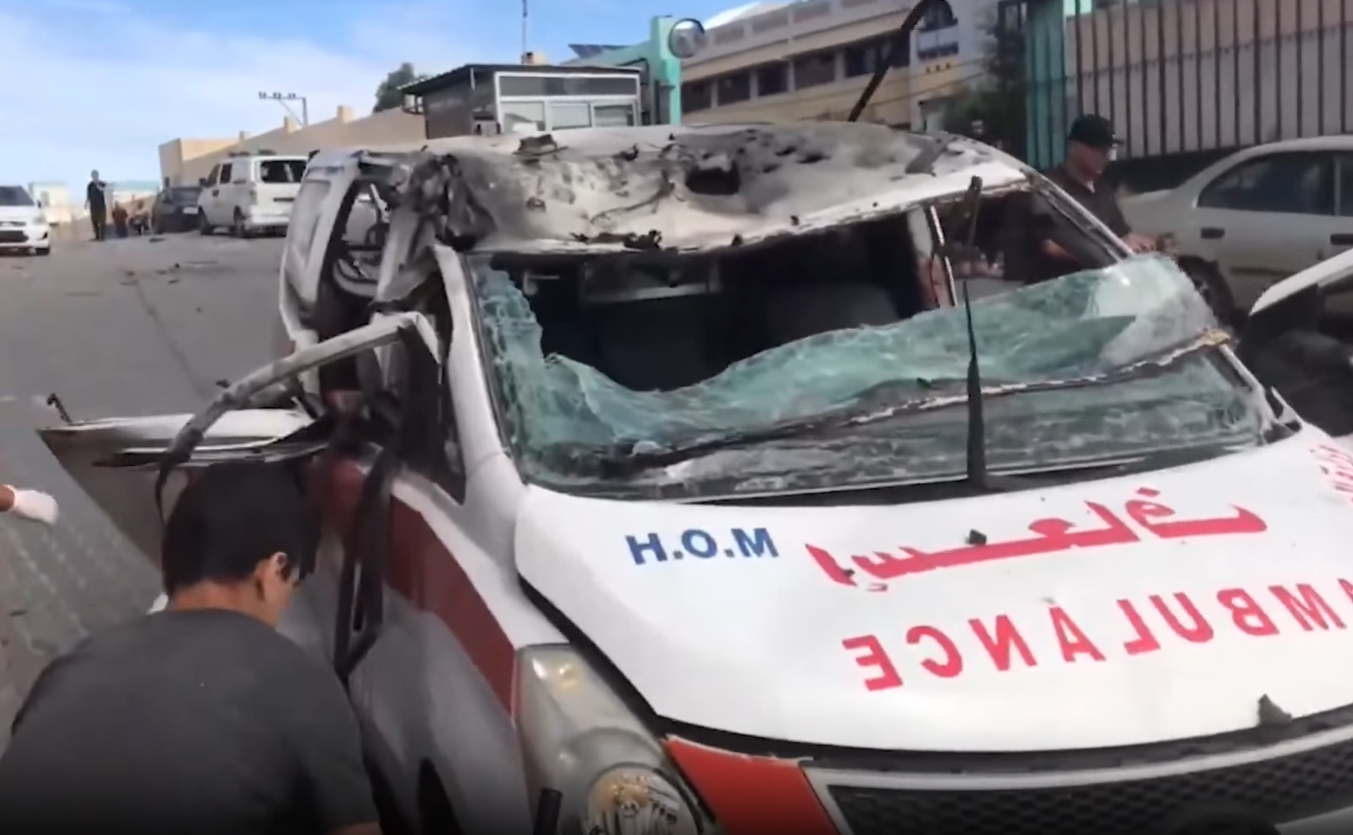
Ambulans obsługiwany przez Palestyńskie Stowarzyszenie Czerwonego Półksiężyca w Chan Junus w Strefie Gazy, po tym, jak został poważnie uszkodzony przez izraelski atak lotniczy

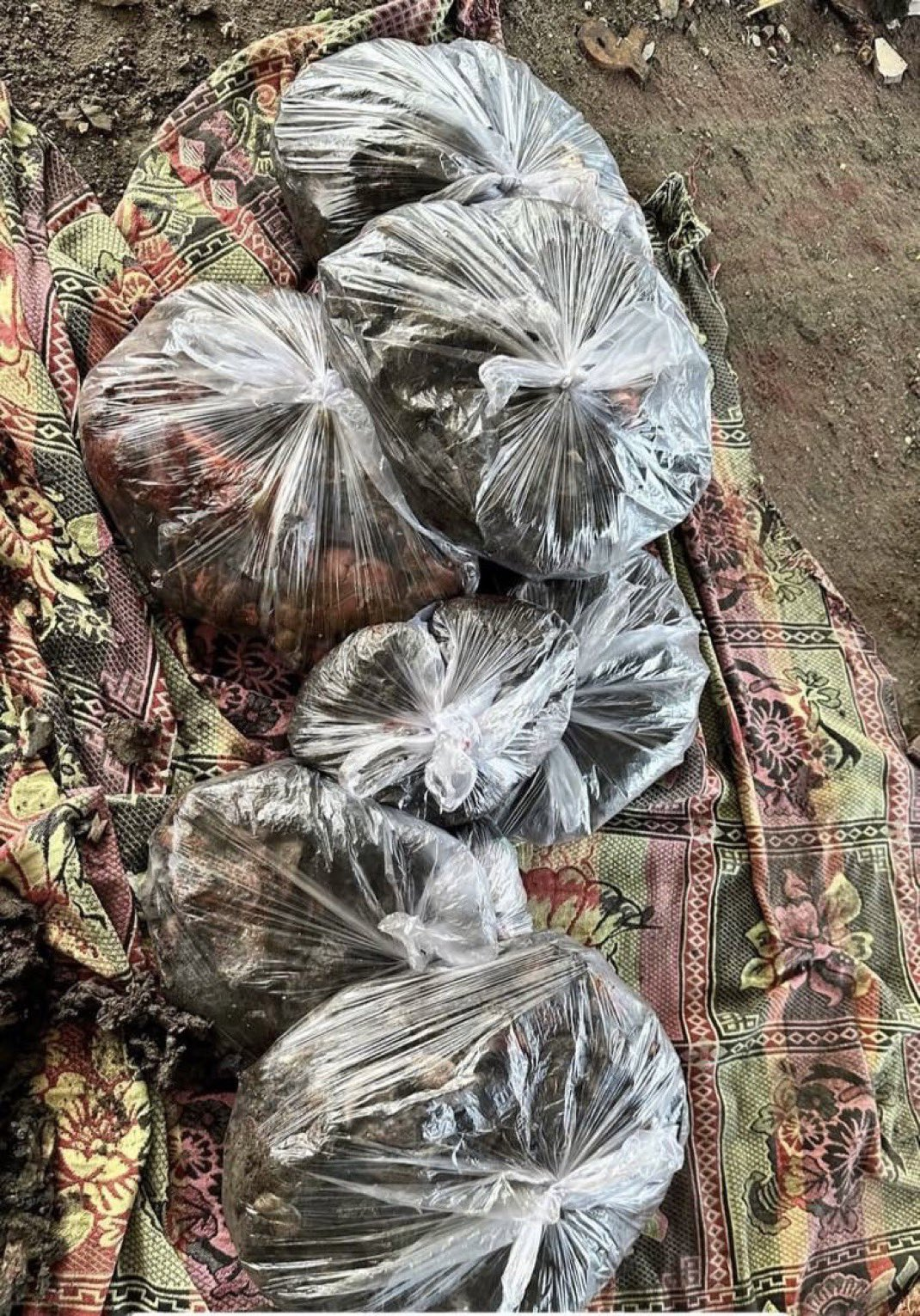
Worki ze zwęglonymi, poćwiartowanymi ciałami ofiar ataku na szkołę Al-Tabaeen

Podczas pierwszych dwóch miesięcy bombardowań Izrael zrzucił 25 000 ton ładunków wybuchowych na Strefę Gazy. Wiele z nich to niekierowane „głupie bomby” zrzucane na gęsto zaludnione obszary i niszczące całe dzielnice.
Od 7 października 2023 Siły Obronne Izraela (IDF) są oskarżane o pozasądowe zabójstwa nieuzbrojonych palestyńskich więźniów, lekarzy i pracowników ochrony zdrowia. Izraelscy żołnierze przeprowadzają bezprawne egzekucje palestyńskich cywilów, często na oczach ich rodzin. Zabijają Palestyńczyków machających białymi flagami. W kwietniu 2024 odkryto masowe groby zawierające ciała osób ze związanymi rękami, wśród których znajdowały się kobiety i osoby starsze.
Jednymi z przykładów, w których zagraniczni obserwatorzy nie znaleźli uzasadnienia do zabicia cywili są zbombardowanie szkoły w Al-Jawni, szkoły Fahmi al-Jarjawi, szkoły Al-Sardi, atak na medyków w Rafah, na obóz dla przesiedleńców w Tall as-Sultan czy tzw. „mączna masakra”. 
Natomiast 31 października 2023 IDF dokonało nalotów na obóz dla uchodźców Dżabalija, w których zabito przynajmniej 120 osób. Izrael stwierdził, że celem ataku był Ibrahim Biari, domniemany dowódca Hamasu odpowiedzialny za ataki z 7 października, jednak IDF nie podało informacji o ewentualnych błędach identyfikacyjnych, technicznych ani nie wyraziło zaniepokojenia skalą ofiar cywilnych, co według obserwatorów sugeruje, że atak był zaplanowany. Larry Lewis, doradca Departamentu Stanu USA, uznał, że poziom tolerancji wobec ofiar cywilnych znacznie przekroczyłby akceptowane standardy USA, a Biuro Wysokiego Komisarza ONZ ds. Praw Człowieka wskazało, że skala zniszczeń może świadczyć o zbrodni wojennej. Profesor prawa międzynarodowego Marc Schack porównał atak do sprawy Stanislava Galića, przypominając, że obecność celów wojskowych nie usprawiedliwia ataku przy dużym ryzyku strat cywilnych, co jego zdaniem może dotyczyć także Dżabaliji.
Raport Euro-Mediterranean Human Rights Monitor opublikowany 18 listopada 2023, w którym działania Izraela w Strefie Gazy nazwano ludobójstwem, donosił, że w Strefie Gazy zginęło 15 271 Palestyńczyków, 32 310 zostało rannych, a około 41 500 zaginęło. ONZ i wiele agencji informacyjnych oszacowało, że około 70% zabitych w Strefie Gazy Palestyńczyków to kobiety i dzieci, przy czym do grudnia 2023 zginęło co najmniej 20 000 Palestyńczyków. Do 14 stycznia 2024, 100 dni po rozpoczęciu przez Izrael ataku na Strefę Gazy, potwierdzono śmierć ponad 23 900 osób. Do 10 maja liczba ofiar śmiertelnych przekroczyła 35 000, z czego jedną trzecią stanowią ciała niezidentyfikowane, a szacuje się, że ponad 10 000 dodatkowych ciał zostało pogrzebanych pod gruzami. W ciągu pierwszych trzech tygodni izraelski atak zabił więcej dzieci w Strefie Gazy, niż zginęło na całym świecie we wszystkich strefach konfliktu w dowolnym roku od 2019. Do grudnia 2023 rannych zostało ponad 52 000 osób, a do maja 2024 liczba ta wzrosła do ponad 77 700.
Cytując wielu izraelskich oficerów terenowych i wywiadowczych z wojny w Gazie, „+972 Magazine” i „Local Call” doniosły, że według dwóch źródeł, SOI podjęły w pierwszych tygodniach wojny decyzję o zezwoleniu na zabicie od 15 do 20 cywilów na każdego bojownika niższego szczebla, podczas gdy w przypadku bojownika wyższego szczebla, takiego jak dowódca brygady lub batalionu, zezwolono na zabicie ponad 100 cywilów. Oficer wywiadu dodał również, że Izrael nie był zainteresowany zabijaniem palestyńskich agentów zaangażowanych w działania militarne lub przebywających jedynie w budynku wojskowym, lecz preferował bombardowanie ich w ich domach rodzinnych „bez wahania” jako pierwszą opcję, wyjaśniając, że „znacznie łatwiej jest zbombardować dom rodzinny”, gdzie łatwiej ich zlokalizować i namierzyć. Inny oficer wywiadu stwierdził, że w przypadku młodszych bojowników Izrael stosował jedynie „głupie bomby”, które mogły zniszczyć całe budynki, aby „nie marnować drogich bomb na nieistotnych ludzi”.

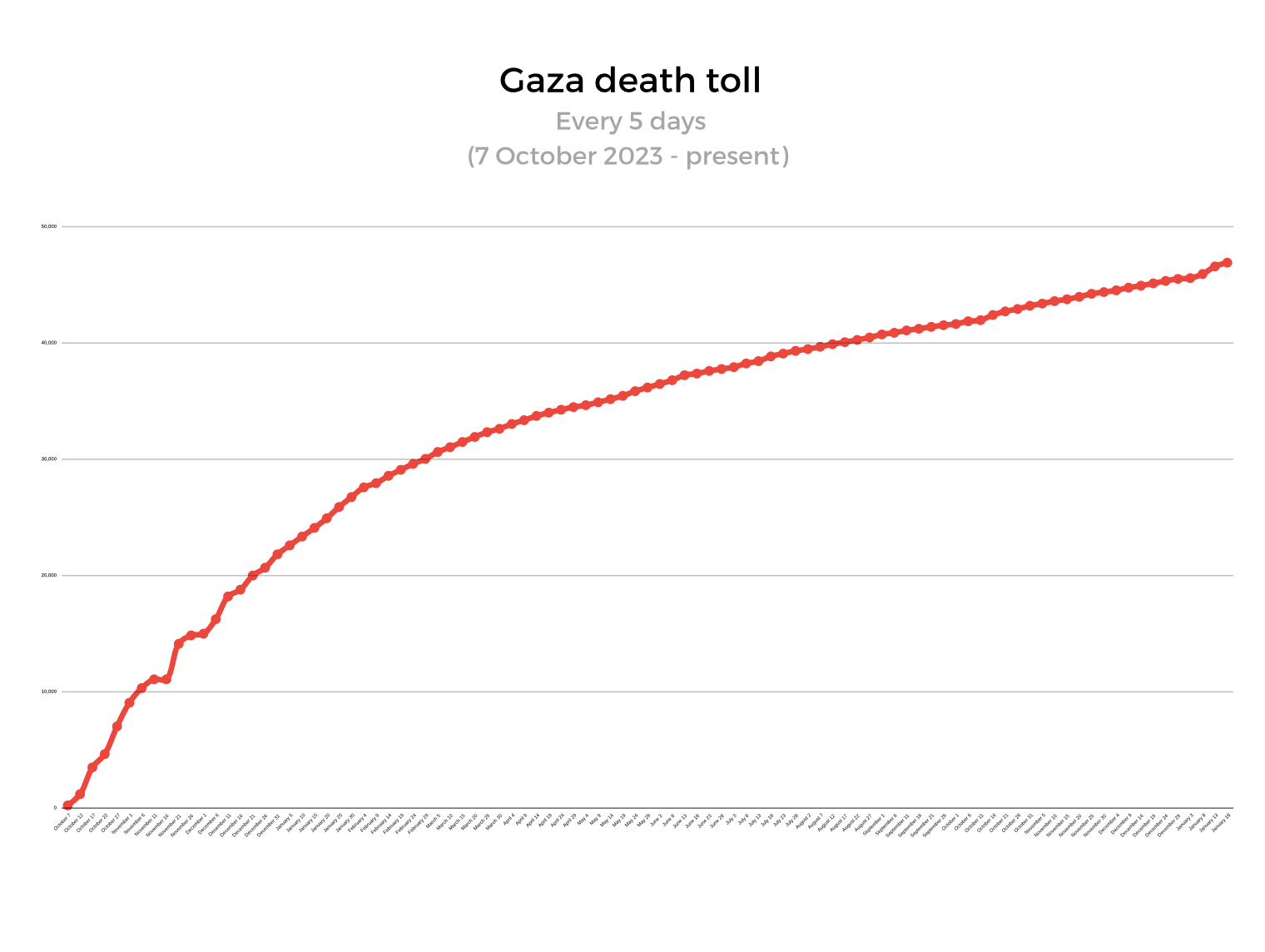
Wykres przybliżonej liczby zgonów w wyniku wojny Izraela z Hamasem w Strefie Gazy od 7 października 2023 do 5 listopada 2024

W marcu 2024 gazeta „Ha-Arec” poinformowała, że niektórzy izraelscy dowódcy utworzyli „strefy zagłady” („strefy eksterminacji” po hebrajsku), w których żołnierze otrzymali rozkaz strzelania i zabijania każdego, kogo zobaczą, nawet jeśli była to osoba nieuzbrojona. W czerwcu 2024 r. agencja Associated Press ujawniła, że kampania Izraela w Strefie Gazy doprowadziła do wyniszczenia całych rodzin „w skali, jakiej nigdy wcześniej nie widziano”.
Według zeznań złożonych przed izraelskim Knesetem izraelscy żołnierze prowadzący 62-tonowe opancerzone buldożery D9 otrzymali rozkaz „rozjeżdżania terrorystów, żywych i martwych, w setkach”.
Proporcje kobiet i dzieci wśród ofiar są kwestionowane. Na dzień 7 maja 2024 ONZ podała łączną liczbę 34 735 zgonów, z czego 24 686 zostało w pełni zidentyfikowanych. Spośród w pełni zidentyfikowanych ofiar 52% stanowiły kobiety i dzieci, 8% osoby starsze bez względu na płeć, a 40% mężczyźni. W listopadzie 2024 ONZ opublikowała analizę obejmującą wyłącznie ofiary zweryfikowane przez co najmniej trzy niezależne źródła w ciągu sześciu miesięcy, od listopada 2023 do kwietnia 2024. Wynika z niej, że 70% z 8119 zweryfikowanych ofiar śmiertelnych stanowiły kobiety i dzieci.
Na dzień 31 sierpnia 2024 Ministerstwo Zdrowia Gazy podało, że liczba ofiar śmiertelnych wzrosła do 40 691, a liczba ofiar śmiertelnych zidentyfikowanych po nazwisku do 34 344. Spośród ofiar śmiertelnych zidentyfikowanych po nazwisku 17 652 (51%) to kobiety i dzieci, 2955 (9%) to osoby starsze bez względu na płeć, a 13 737 (40%) to mężczyźni.
W listopadzie 2024 Ministerstwo Zdrowia Gazy poinformowało, że 1410 rodzin z Gazy zostało całkowicie wymazanych z rejestru cywilnego na skutek izraelskich bombardowań.
W miarę trwania konfliktu zbieranie danych stało się coraz trudniejsze dla Ministerstwa Zdrowia Gazy (MoH) z powodu zniszczenia infrastruktury. Ministerstwo musiało uzupełnić swoje standardowe sprawozdania dotyczące zgonów w szpitalach o inne źródła informacji, w tym raporty mediów, służb ratunkowych, a także pogrążonych w żałobie rodzin i wdów, które musiały formalnie zarejestrować zgon swoich mężów, aby móc ubiegać się o pomoc rządową. Profesor ekonomii Mike Spagat przeanalizował sprawozdania ministerstwa i stwierdził pilną potrzebę wprowadzenia przejrzystej metodologii, która umożliwiłaby uzgodnienie najwyższych liczb zgonów. Liczby ministerstwa dotyczące całkowitej liczby zabitych zostały również zakwestionowane przez władze Izraela, ale uznane za dokładne przez izraelskie służby wywiadowcze, ONZ i WHO.

### Pośrednie akty
Rasha Khatib, Martin McKee i Salim Yusuf opublikowali w sekcji korespondencji czasopisma „The Lancet” szacunki liczby zgonów, które konflikt może pośrednio spowodować w nadchodzących miesiącach i latach. Oczekuje się, że pośrednie zgony Palestyńczyków spowodowane chorobami będą znacznie wyższe ze względu na intensywność konfliktu, zniszczenie infrastruktury opieki zdrowotnej, brak żywności, wody, schronienia i bezpiecznych miejsc ucieczki dla cywilów oraz zmniejszenie finansowania UNRWA. Korzystając z danych z innych konfliktów, oszacowali, że całkowita liczba zgonów związanych z konfliktem w Strefie Gazy będzie prawdopodobnie trzy do piętnastu razy wyższa niż zgłoszona liczba ofiar śmiertelnych. Mnożąc zgłoszoną liczbę zgonów przez pięć, argumentowali, że według ostrożnych szacunków „186 000 lub nawet więcej zgonów można przypisać obecnemu konfliktowi w Strefie Gazy”. Mike Spagat napisał, że ich szacunek „nie ma solidnych podstaw i jest nieprawdopodobny”. Mimo to Spagat przyznał, że „sprawiedliwe jest zwrócenie uwagi na fakt, że nie wszystkie zgony będą wynikiem bezpośrednich, gwałtownych ataków” i określił liczbę ofiar śmiertelnych w Strefie Gazy „zatrważająco wysoką”.
Od początku wojny Izraela z Hamasem w Strefie Gazy przesiedlono prawie dwa miliony osób. Republika Południowej Afryki i inne kraje krytykowały ewakuacje ze Strefy Gazy, uznając je za kluczowy element ludobójstwa.
Według listu z dnia 2 października 2024 skierowanego do prezydenta Joego Bidena, wiceprezydent Kamali Harris i innych osób przez 99 amerykańskich pracowników ochrony zdrowia, którzy służyli w Strefie Gazy od 7 października 2023, najbardziej ostrożne szacunki oparte na dostępnych danych wskazywały, że co najmniej 62 413 osób w Strefie Gazy zmarło z głodu (według standardów głodu ustalonych przez finansowaną przez Stany Zjednoczone Zintegrowaną Klasyfikację Fazy Bezpieczeństwa Żywnościowego), większość z nich to małe dzieci, a co najmniej 5000 osób zmarło z powodu braku dostępu do opieki w przypadku chorób przewlekłych.

### Głód
26 lutego 2024 Human Rights Watch i Amnesty International wydały oświadczenia, w których uznały, że Izrael nie zastosował się do orzeczenia Międzynarodowego Trybunału Sprawiedliwości z 26 stycznia, dotyczącego zapobiegania ludobójstwu poprzez zaprzestanie blokowania dostępu pomocy humanitarnej do Strefy Gazy. Oba oświadczenia odnosiły się do 16-letniej blokady Strefy Gazy, która nasiliła się od 9 października 2023. Raport Refugees International wskazał, że Izrael „konsekwentnie i bezpodstawnie utrudniał operacje pomocowe w Strefie Gazy”. Historyczka Melanie Tanielian stwierdziła, że głód, klęska głodu i blokada powinny być traktowane jako metody ludobójstwa obok masowych bombardowań. Nawiązała do apelu australijskiego naukowca A. Dirka Mosesa, by nie ignorować mniej spektakularnych form przemocy w procesie eksterminacji ludności, podkreślając, że głód i głodowanie były stosowane w wielu innych przypadkach ludobójstw jako metody zagłady. W raporcie z kwietnia B'Tselem nazwała rozwijający się głód „produktem celowej i świadomej polityki Izraela”.
W październiku 2023 Światowy Program Żywnościowy ostrzegł przed malejącymi dostawami żywności do Gazy, a w grudniu, wspólnie z ONZ, poinformował, że ponad połowa populacji Gazy „głoduje”, ponad dziewięciu na dziesięciu mieszkańców nie je codziennie, a 48% cierpi z powodu „skrajnego głodu”. Minister spraw zagranicznych Autonomii Palestyńskiej, Rijad al-Maliki, stwierdził, że Izrael używa głodu jako broni: „głodują z powodu celowego stosowania głodu przez Izrael jako broni wojennej przeciwko okupowanym ludziom”. Izraelski urzędnik nazwał te zarzuty „krwawym zniesławieniem” i „urojeniem”. W grudniu 2023 Human Rights Watch podobnie stwierdziła, że Izrael używa głodu jako broni wojennej, celowo odmawiając dostępu do żywności i wody. 16 stycznia 2024 eksperci ONZ oskarżyli Izrael o „niszczenie systemu żywnościowego Gazy i wykorzystywanie żywności jako broni przeciwko ludności palestyńskiej”.
Profesor prawa i specjalny sprawozdawca ONZ ds. prawa do żywności, Michael Fakhri, stwierdził, że Izrael jest „winny” ludobójstwa, ponieważ „ogłosił swój zamiar zniszczenia ludności palestyńskiej, w całości lub w części, po prosu za to, że jest palestyńska”, a także dlatego, że Izrael odmawia Palestyńczykom dostępu do żywności, wstrzymując pomoc humanitarną i „umyślnie” niszcząc „małe statki rybackie, szklarnie i sady w Strefie Gazy”. Dodał: „Nigdy nie widzieliśmy, aby ludność cywilna została tak szybko i całkowicie zgłodniała; takie jest zdanie ekspertów ds. głodu. Izrael nie tylko atakuje cywilów, ale także próbuje potępić przyszłość ludności palestyńskiej, krzywdząc ich dzieci”. Od czasu orzeczenia Międzynarodowego Trybunału Sprawiedliwości liczba ciężarówek z pomocą humanitarną, które Izrael zezwala na wjazd do Strefy Gazy, spadła o 40%. W potwierdzeniu tymczasowych środków przez MTS w marcu, sąd podkreślił „bezprecedensowy poziom niepewności żywnościowej, jakiej Palestyńczycy doświadczyli w Strefie Gazy w ostatnich tygodniach, a także rosnące ryzyko epidemii”, przyznając, że od styczniowego nakazu sądu wystąpił „brak przestrzegania przez Izrael przepisów”, co spowodowało dalsze pogorszenie się „katastrofalnych warunków życia”.
11 marca 2024 12 izraelskich organizacji praw człowieka podpisało otwarty list, w którym oskarżyły Izrael o nieprzestrzeganie orzeczenia Międzynarodowego Trybunału Sprawiedliwości w sprawie zapobiegania ludobójstwu przez umożliwienie dostarczania pomocy humanitarnej. W kwietniu specjalna sprawozdawczyni ONZ ds. prawa do zdrowia, Tlaleng Mofokeng, stwierdziła, że jest oczywiste, iż Izrael „zabija i wyrządza nieodwracalne szkody palestyńskim cywilom poprzez swoje bombardowania”, dodając, że „świadomie i umyślnie narzucają głód, długotrwałe niedożywienie i odwodnienie” oraz oskarżając Izrael o „ludobójstwo”.
W październiku 2024 Izrael miał przyjąć zmodyfikowaną wersję planu ataku. Proponowany plan obejmował rozkazy, aby wszyscy mieszkańcy północnej Gazy opuścili ją w ciągu tygodnia, wdrożenie pełnego zablokowania wody, żywności i paliwa, a następnie aresztowanie lub zabicie wszystkich, którzy pozostali. Do połowy października 2024 r. Izrael nakazał ewakuację północnej Gazy i uniemożliwił przyjazd pomocy humanitarnej przez prawie dwa tygodnie. Według naukowca Stephena Devereux, możliwe do uniknięcia zgony z powodu głodu w wyniku polityki Izraela „prawie na pewno stanowią zbrodnię wojenną i zbrodnię przeciwko ludzkości”.
21 listopada 2024 Międzynarodowy Trybunał Karny wydał nakazy aresztowania premiera Izraela, Benjamina Netanjahu, i byłego ministra obrony, Jo’awa Galanta, twierdząc, że obaj „ponoszą odpowiedzialność karną za zbrodnię wojenną polegającą na głodzeniu jako metodzie prowadzenia wojny”.

### Celowe niszczenie infrastruktury cywilnej

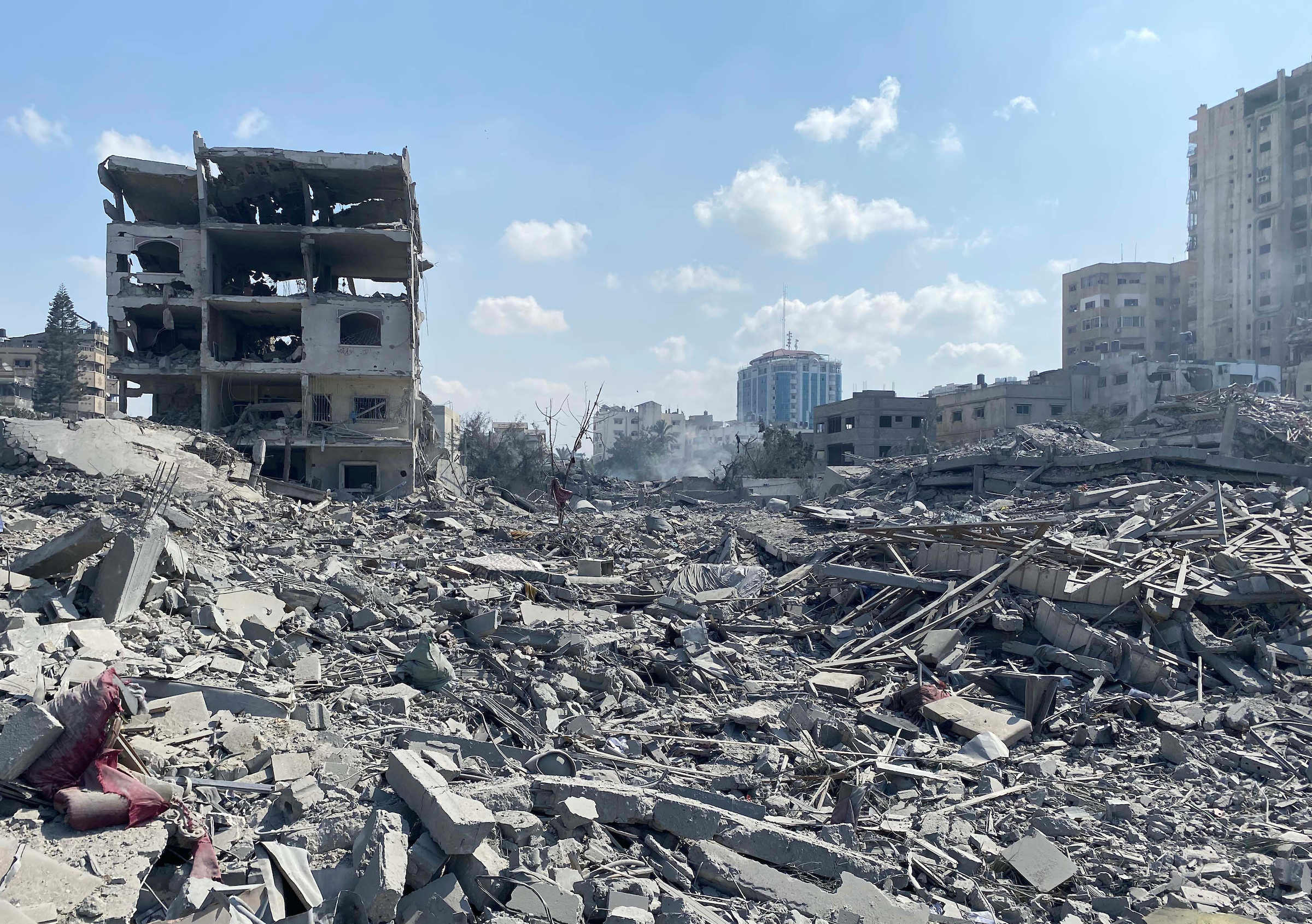
Dzielnica El-Rema w Gazie po izraelskich nalotach w październiku 2023

Naukowcy Mark Levene i Elyse Semerdjian umiejscawiają masowe niszczenie infrastruktury w Doktryna Dahiji, wdrażanej przeciwko Gazie od 2006, którą Levene nazywa miejską eksterminacją i narzędziem ludobójstwa.
W październiku 2024, po ponad rocznym monitorowaniu i analizowaniu działań wojennych Izraela w Strefie Gazy, Forensic Architecture opublikowało mapę szczegółowo przedstawiającą kampanię Izraela w Strefie Gazy zatytułowaną „Kartografia ludobójstwa”, której towarzyszył 827-stronicowy raport tekstowy, w którym stwierdzono, że „kampania wojskowa Izraela w Strefie Gazy jest zorganizowana, systematyczna i ma na celu zniszczenie warunków życia i infrastruktury podtrzymującej życie”.
W raporcie z grudnia 2024 Human Rights Watch oskarżyła Izrael o popełnienie aktów ludobójstwa w Strefie Gazy poprzez atakowanie infrastruktury wodno-kanalizacyjnej i pozbawianie Palestyńczyków odpowiedniego dostępu do wody. Raport zarzuca Izraelowi celowe uszkodzenie i atakowanie paneli słonecznych zasilających zakłady uzdatniania wody, zbiorniki i magazyny, a także blokowanie materiałów naprawczych i paliwa do generatorów, odcinanie dostaw prądu i atakowanie pracowników.

#### Niszczenie obiektów kulturowych i religijnych
W swoim dochodzeniu Amnesty International zauważa, że „chociaż niszczenie mienia lub dziedzictwa historycznego, kulturowego i religijnego nie jest uważane za czyn zabroniony na mocy Konwencji o ludobójstwie, Międzynarodowy Trybunał Sprawiedliwości ustalił, że takie niszczenie może stanowić dowód zamiaru fizycznego zniszczenia grupy, jeśli jest dokonywane celowo”.
Amnesty zidentyfikowała co najmniej cztery przypadki, w których nie było „bezwzględnej konieczności wojskowej” dla celowego zniszczenia obiektów kulturalnych i religijnych Gazy. Były to zniszczenia kampusu Uniwersytetu Al-Azhar w Gazie, kampusu Al-Zahra Uniwersytetu Israa, meczetu Al-Dhilal i przyległego cmentarza Bani Suheila oraz meczetu Al-Istiqlal w Chan Junus. Amnesty wskazała na postawy i zachowania izraelskich żołnierzy biorących udział w wyburzaniu tych obiektów w filmach zamieszczonych w mediach społecznościowych jako dowód, że działania te wykazały zamiar ludobójstwa. Amnesty odnotowała również w swoim raporcie ogólną skalę zniszczeń obiektów kulturalnych, historycznych i religijnych Gazy, w tym centralnych archiwów Gazy oraz szeregu stanowisk archeologicznych, muzeów i pomników. W chwili sporządzania raportu Amnesty nie była w stanie zweryfikować legalności ataków na te witryny.
W grudniu 2023 żołnierze SOI bez ostrzeżenia wkroczyli na teren Parafii Świętej Rodziny, jedynej katolickiej parafii w Strefie Gazy. Ostrzelali chroniące się wewnątrz budynku osoby, zabijając przy tym dwie nieuzbrojone kobiety. Atak uzasadniono domniemaną obecnością wyrzutni rakiet na terenie parafii.

### Trzymanie w odosobnieniu, tortury i przemoc seksualna
Izrael oskarżano o masowe aresztowania i zatrzymania bez rozróżnienia, a także o groźby okaleczenia, śmierci, podpalenia i gwałtu, oraz o torturowanie Palestyńczyków i przetrzymywanych bez postawienia zarzutów.
19 lutego 2024 grupa specjalnych sprawozdawców ONZ opublikowała raport, w którym wezwano do zbadania przypadków naruszeń praw palestyńskich kobiet i dziewcząt. Według raportu, palestyńskie kobiety i dziewczęta miały być poddawane nieludzkiemu i poniżającemu traktowaniu przez żołnierzy SOI. Przykłady tego obejmowały odmowę dostępu do podstawowych środków higieny, takich jak podpaski menstruacyjne, a także żywności i leków. Ponadto, kobiety były dotkliwie bite, gwałcone, atakowane, grożono im gwałtem i innymi formami przemocy seksualnej.
Kobiety były również zmuszane do rozbierania się do naga i poddawane przeszukaniom przez izraelskich żołnierzy. Biuro Wysokiego Komisarza Narodów Zjednoczonych ds. Praw Człowieka poinformowało, że izraelscy żołnierze fotografowali zatrzymane kobiety w upokarzających okolicznościach, a zdjęcia te były następnie publikowane w Internecie.
W sierpniu 2024 Biuro Wysokiego Komisarza ONZ ds. Praw Człowieka poinformowało o otrzymaniu zeznań dotyczących gwałtów i napaści na tle seksualnym popełnionych na osobach zatrzymanych przez Palestyńczyków w obozie zatrzymań Sede Teman. 5 sierpnia 2024 organizacja B'Tselem opublikowała raport na temat systematycznych izraelskich nadużyć, tortur, przemocy seksualnej i gwałtów na palestyńskich więźniach: Welcome to Hell: The Israeli Prison System as a Network of Torture Camps. Instytut Lemkina uważa, że te i inne podobne raporty wskazują na „przemoc seksualną podczas ludobójstwa” lub stosowanie przemocy seksualnej w celu wyniszczenia grupy ludności.
W swoim raporcie z grudnia 2024 Amnesty International stwierdziło, że schemat nadużyć w izraelskich więzieniach „podkreśla systematyczną dehumanizację oraz psychiczne i fizyczne znęcanie się nad Palestyńczykami w Strefie Gazy i może być również brany pod uwagę przy wnioskowaniu o zamiarze ludobójstwa, na podstawie tego schematu zachowań”.

### Ataki na ochronę zdrowia

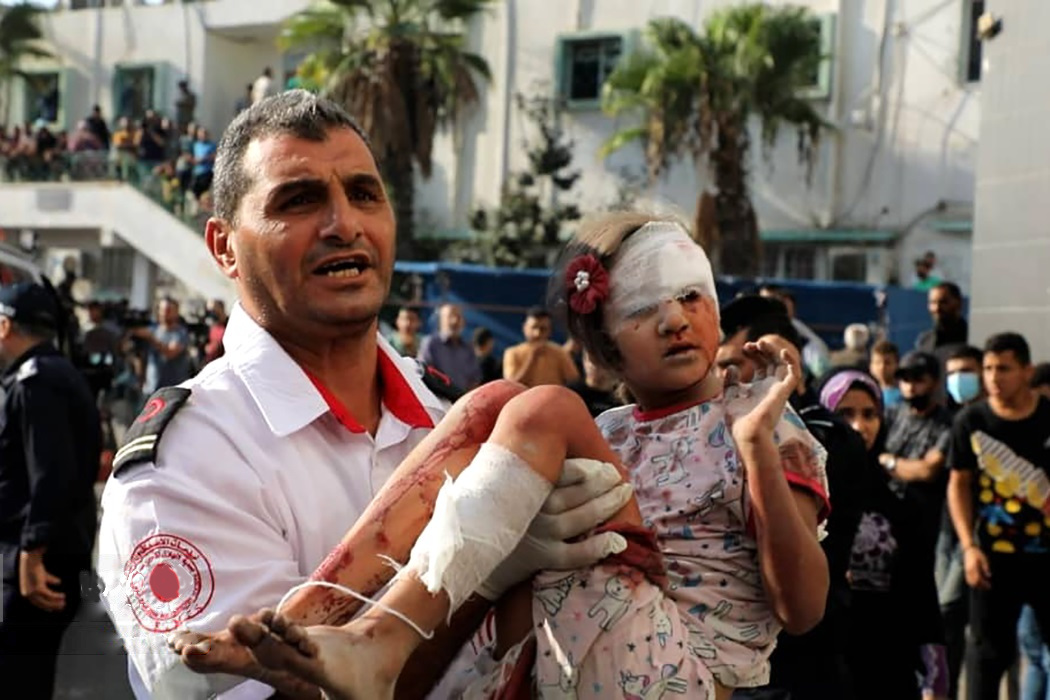
Lekarz niosący ranne palestyńskie dziecko w Strefie Gazy w październiku 2023

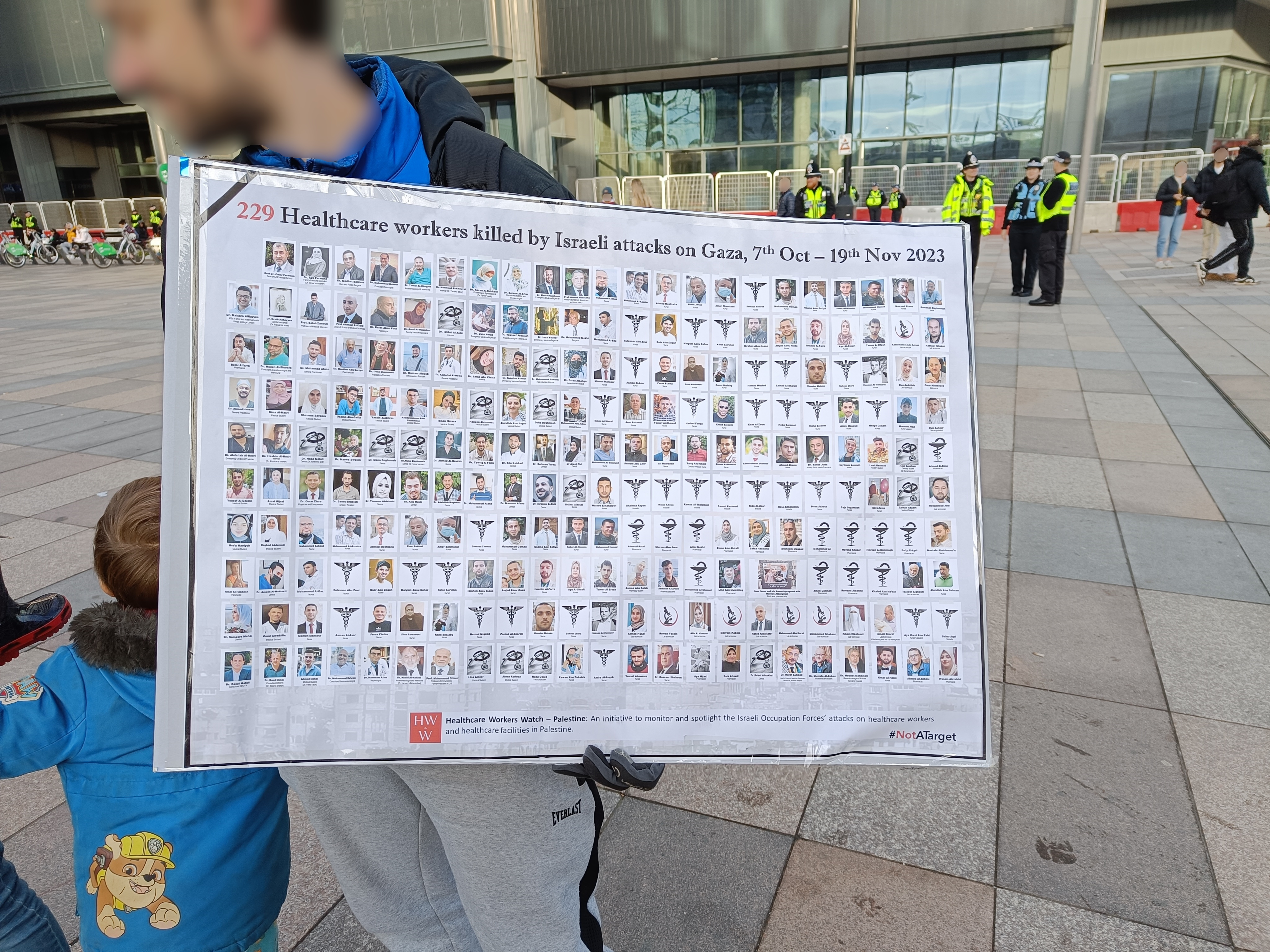
Zdjęcia lekarzy zabitych w Strefie Gazy do 25 listopada 2023 (protest w Cardiff)

W artykułach opublikowanych w listopadzie 2023 w czasopiśmie „The Lancet” oraz w lutym 2024 w czasopiśmie „BMJ Global Health” wielu lekarzy szczegółowo opisało, jak ich zdaniem ataki na infrastrukturę ochrony zdrowia i personel medyczny w Strefie Gazy, w połączeniu z otwarcie ludobójczą retoryką różnych izraelskich polityków, są równoznaczne z ludobójstwem. Ocenę tę poparli również prawnicy. System opieki zdrowotnej w Strefie Gazy stanął w obliczu licznych kryzysów humanitarnych w wyniku ataków Izraela: szpitale borykały się z brakiem paliwa i zaczęły zamykać się już 23 października, gdy go zabrakło. Gdy szpitale całkowicie straciły zasilanie, zmarło wiele wcześniaków na oddziałach intensywnej terapii noworodków. W wyniku izraelskich ataków lotniczych zginęło wielu pracowników ochrony zdrowia, a karetki pogotowia, placówki zdrowotne, siedziby instytucji medycznych oraz szpitale zostały zniszczone. Organizacja Lekarze bez Granic poinformowała, że zniszczeniu lub uszkodzeniu uległo wiele ambulansów i placówek medycznych, w tym zginęli pracownicy tej organizacji. Pod koniec października Ministerstwo Zdrowia Gazy ogłosiło, że system opieki zdrowotnej „całkowicie się załamał”.
W kwietniu specjalny sprawozdawca ONZ ds. prawa do zdrowia, Tlaleng Mofokeng, stwierdził: „Niszczenie placówek opieki zdrowotnej osiągnęło rozmiary, których nie udało się jeszcze w pełni oszacować”.
Według szacunków ONZ z 25 sierpnia 2024 większość z 2,2 miliona mieszkańców Gazy została zamknięta w strefie humanitarnej o powierzchni około 15 mil kwadratowych (39 km²), co powoduje zatłoczenie i krytyczny brak podstawowych usług, takich jak czysta woda, oraz szerokie rozprzestrzenianie się chorób, takich jak zapalenie wątroby typu C.

### Inne
Od 7 października 2023 SOI oskarżane są o stosowanie nadmiernej siły wobec kilkudziesięciu szkół i szpitali, kradzieże, okrutne i niepotrzebne profanowanie oraz okaleczanie zwłok zmarłych Palestyńczyków, a także o nierozróżnianie lub niewłaściwe rozróżnianie sił Hamasu od ludności cywilnej. Ataki na obiekty kulturalne i edukacyjne oraz ich niszczenie również określane są jako akty ludobójstwa, podobnie jak użycie niekonwencjonalnej broni w obszarach gęsto zaludnionych, takiej jak biały fosfor, na co zwracało uwagę m.in. Human Rights Watch.
6 października 2024 Izrael wyznaczył całą północną część Gazy jako strefę walk i nakazał ewakuację całej ludności cywilnej. Zarówno izraelscy analitycy wojskowi, jak i Centrum Praw Człowieka Al-Mezan stwierdzili, że był to pierwszy etap „Planu generałó”, polityki zaproponowanej przez byłego izraelskiego generała Giorę Eilanda, mającej na celu zmuszenie Palestyńczyków do opuszczenia Gazy pod groźbą śmierci. Biuro Wysokiego Komisarza ONZ ds. Praw Człowieka stwierdziło, że Izrael może powodować „zniszczenie ludności palestyńskiej w najdalej na północ wysuniętym regionie Gazy poprzez śmierć i przesiedlenia”.

## Zamiar ludobójstwa
W ramach sprawy Defense for Children International-Palestine et al v. Biden et al historyk Holokaustu Barry Trachtenberg zeznał, że wśród badaczy ludobójstwa panuje konsensus, iż sytuacja w Strefie Gazy jest przykładem ludobójstwa, głównie ze względu na oświadczenia izraelskich urzędników, które wyraźnie to potwierdzają. Powiedział: „Obserwujemy, jak ludobójstwo się rozwija, gdy o tym mówimy. Znajdujemy się w tej niezwykle wyjątkowej sytuacji, w której możemy interweniować, aby je powstrzymać, wykorzystując dostępne mechanizmy prawa międzynarodowego”.
W otwartym liście opublikowanym 15 października na stronach internetowych Opinio Juris oraz Third World Approaches to International Law Review naukowcy napisali, że oświadczenia izraelskich urzędników od 7 października wskazują na zamiar popełnienia ludobójstwa. Organizacja pozarządowa Law for Palestine zebrała ponad 500 oświadczeń izraelskich urzędników politycznych i wojskowych, które mają nawoływać do ludobójstwa. 11 czerwca 2024 oficjalne konto Izraela na platformie X (dawniej Twitter) zamieściło wpis, w którym stwierdzono, że „cywile z Gazy uczestniczyli w przerażających wydarzeniach 7 października”, zamieszczając następnie wypowiedź, w której zaznaczono, że „nie ma tam niewinnych cywilów”.
7 października Benjamin Netanjahu oświadczył, że Izrael „zażąda od wroga ogromnej ceny” i zamieni kryjówki Hamasu „w gruzy”. Omer Bartow, profesor historii Holokaustu i ludobójstwa, zinterpretował te wypowiedzi jako wyraz zamiarów ludobójczych. Zwracał on również uwagę na systemowe działania prowadzące do osłabienia ludności i popełniane przez SOI zbrodnie wojenne. Mark Levene, badacz ludobójstwa, zauważył nasilenie retoryki ludobójstwa i czystek etnicznych podczas poprzednich rządów Netanjahu. Poparła to Tia Goldenberg w artykule dla AP News, w którym podkreśliła coraz bardziej ludobójczy charakter wypowiedzi ministra finansów Becalela Smotricza. Izraelski historyk Raz Segal i prawnik Luigi Daniele również zwrócili uwagę na rosnącą retorykę ludobójczą przed październikiem 2023, wskazując na artykuł w „The Times of Israel” z maja 2023 r., który twierdził, że jedynym sposobem na osiągnięcie pokoju jest „unicestwienie” Palestyny i że jej istnienie jest „obrazą społeczeństwa, moralności i ludzkości”. Artykuł wzywał również do „reedukacji” Palestyńczyków, stwierdzając, że mogą oni korzystać z praw jedynie wtedy, gdy nie będą już istnieć jako naród. Segal i Daniele dostrzegają paralelę między retoryką tego artykułu a narracją rosyjskich mediów podczas inwazji na Ukrainę, którą też uznają za ludobójczą. Wskazali także na wcześniejsze komentarze Ministera Bezpieczeństwa Wewnętrznego Itamara Ben-Gewira, byłej członkini Knesetu Ajjelet Szaked oraz Becalela Smotricza, którzy w lutym 2023 wezwali do zniszczenia palestyńskich wiosek na Zachodnim Brzegu. Shmuel Lederman, badacz ludobójstwa, szczegółowo opisał, w jaki sposób komentarze Smotricza, obok innych stwierdzeń negujących palestyńską tożsamość i wzywających do ich zniszczenia lub usunięcia z terytoriów roszczonych przez Izrael, znalazły się w centrum dyskusji politycznych wśród liderów Hamasu w Strefie Gazy przed wydarzeniami z października 2023. W tym czasie media również podkreślały ludobójczy charakter tych komentarzy.
W raporcie Anatomy of a Genocide, przedstawionym 26 marca 2024 Radzie Praw Człowieka ONZ przez Francescę Albanese, Specjalnego sprawozdawcę ONZ ds. okupowanych terytoriów palestyńskich, zawarto wniosek, że Izrael dopuszcza się aktów ludobójstwa. Izrael odrzucił raport. W kolejnym raporcie, Genocide as colonial erasure, opublikowanym 28 października 2024 dla Zgromadzenia Ogólnego ONZ, sprawozdawczyni oskarżyła Izrael o prowadzenie „systematycznej kampanii przymusowych przesiedleń, zniszczeń i aktów ludobójstwa przeciwko Palestyńczykom w Strefie Gazy i na Zachodnim Brzegu”.
W sprawie ludobójstwa The Gambia v. Myanmar, prowadzonej przez Międzynarodowy Trybunał Sprawiedliwości (MTS), kilka państw (w tym Wielka Brytania i Niemcy) poparło luźniejszy standard dowodów na wykazanie zamiaru ludobójstwa niż ten, który stosował MTS w przeszłości – co często bywa najtrudniejszą częścią udowodnienia ludobójstwa przed sądem. Państwa te argumentowały, że MTS powinien „przyjąć zrównoważone podejście, które uznaje szczególną wagę zbrodni ludobójstwa, nie czyniąc progu wnioskowania o zamiarze ludobójstwa tak trudnym do spełnienia, aby stwierdzenie ludobójstwa stało się niemal niemożliwe”.

### Wypowiedzi przedstawicieli władz Izraelskich
Według naukowców Marka Levene i Abdelwahaba El-Affendiego, od 7 października 2023 różne oficjalne i półoficjalne źródła oraz izraelskie media zaczęły stosować retorykę sugerującą zamiar ludobójstwa. Izraelski prawnik zajmujący się prawami człowieka, Michael Sfard, powiedział w wywiadzie dla „The New Arab”, że ataki z 7 października, kryzys zakładników w wojnie Izraela z Hamasem oraz zbrodnie wojenne Hamasu „wywołały wściekłość, która przekształciła retorykę wcześniej marginalizowanych grup w nurt wypowiedzi, obecnie formułowanych przez polityków, dziennikarzy i celebrytów, […] dodając im wiatru w żagle i normalizując tego typu mowę”. Dodał: „Przyzwyczailiśmy się do ludobójczej retoryki, która pochodzi od Hamasu. Karta Hamasu zawiera wyraźne, skrajnie antysemickie zapisy, a także fragmenty interpretowane jako wyraz dążenia do eliminacji Żydów z Izraela. […] W przeszłości w Izraelu takie wypowiedzi skierowane przeciwko Palestyńczykom były uznawane za przekraczające granice prawowitości. […] Jednak 7 października stanowił moment przełamania tej czerwonej linii”.

9 października 2023 minister obrony Izraela Jo’aw Galant powiedział:

Ogłaszam totalną blokadę Strefy Gazy. Odcinamy wszystko. Zero elektryczności. Zero jedzenia. Zero paliwa. Takie metody są konieczne, bo naszymi wrogami są ludzkie zwierzęta.

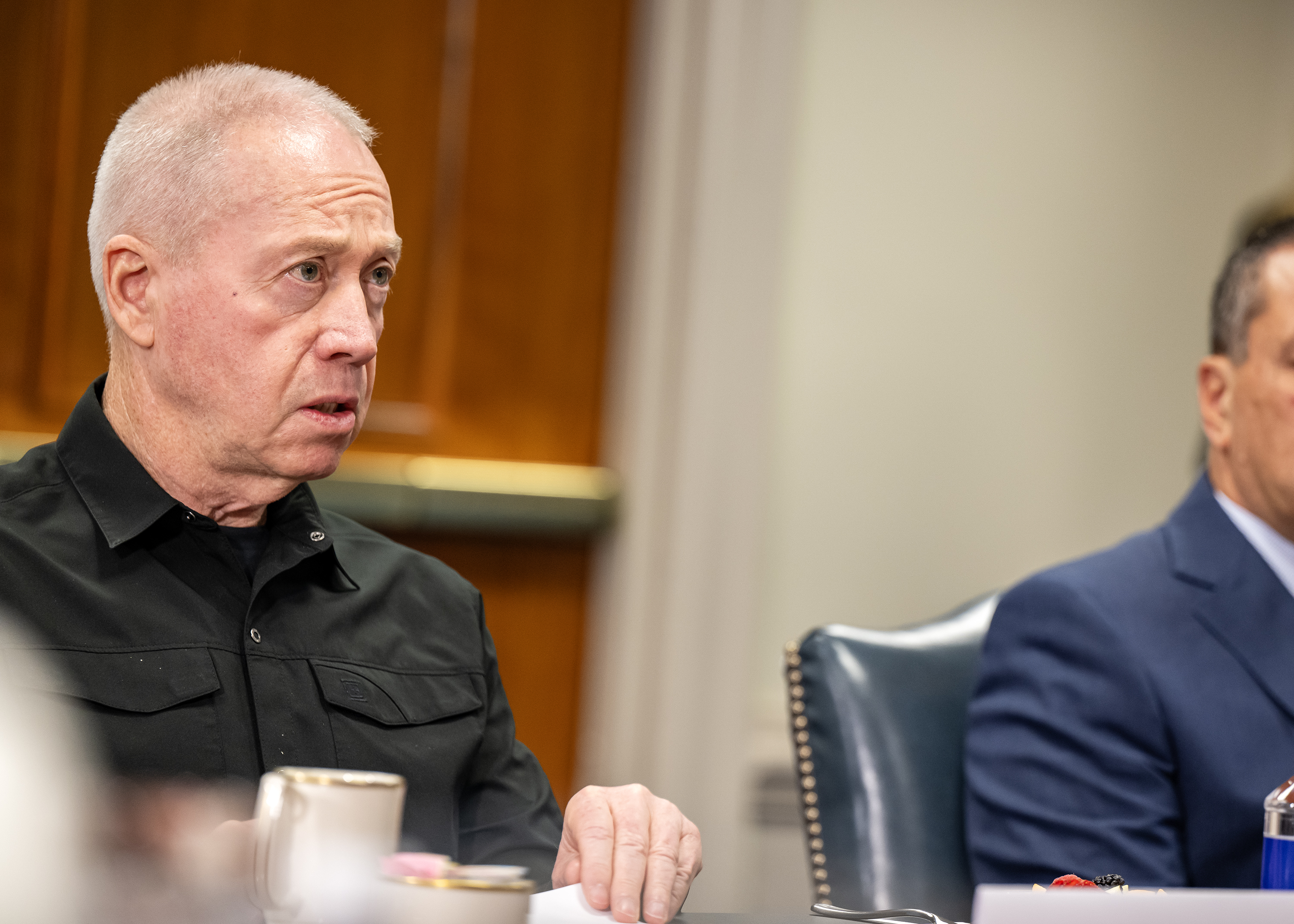
Minister obrony Izraela Jo’aw Galant w 2024

Oświadczenie zostało uznane za przykład dehumanizacji. Według Kennetha Rotha, chociaż niektórzy tłumaczą tę wypowiedź jako odnoszącą się wyłącznie do Hamasu, kontekst wskazuje, że określenie „ludzkie zwierzęta” odnosi się do wszystkich mieszkańców Strefy Gazy. Uwagi te zostały także powiązane z kryzysem głodu w Strefie Gazy. 10 października minister obrony Izraela Jo’aw Galant stwierdził: „Gaza nie powróci do tego, czym była wcześniej. Nie będzie Hamasu. Wyeliminujemy wszystko”.
Minister rolnictwa Izraela, Awi Dichter, w wywiadzie dla Keszet 12 wezwał do określenia konfliktu mianem „Nakby Gazy”. Z kolei Ariel Kallner, członek Knesetu z partii Likud, napisał w mediach społecznościowych: „Mamy jeden cel: Nakba! Nakba, która przyćmi Nakbę z 1948. Nakba w Gazie i Nakba dla każdego, kto odważy się dołączyć”. Minister dziedzictwa narodowego, Amihai Eliyahu, zasugerował nawet użycie broni jądrowej przeciwko Gazie. Dov Waxman, dyrektor Centrum Studiów Izraelskich Y&S Nazarian na Uniwersytecie Kalifornijskim w Los Angeles, ocenił, że retoryka niektórych prawicowych ministrów może być postrzegana jako „potencjalnie ludobójcza” ze względu na jej dehumanizujący charakter wobec palestyńskich cywilów. Dodał jednak, że wypowiedzi te mogą mieć ograniczony wpływ na politykę Izraela, ponieważ pochodzą od ministrów nienależących do „gabinetu wojennego”. Niemniej, ich treść pozostaje wysoce niepokojąca.
Minister energii Izraela, Jisra’el Kac, powiedział:

Cała ludność cywilna w Gazie musi natychmiast opuścić ten obszar. Wygramy. Nie dostaną ani kropli wody, ani jednej baterii, dopóki nie opuszczą tego miejsca.

29 kwietnia 2024 minister finansów, Becalel Smotricz, oświadczył:

Nie ma półśrodków… Rafah, Dajr al-Balah, Muchajjam an-Nusajrat – całkowita zagłada. »Wytępisz imię Amaleka spod nieba«. Nie ma dla nich miejsca pod słońcem.

 Gazeta „Ha-Arec” określiła jego wypowiedzi jako wezwanie do ludobójstwa. W sierpniu Smotricz dodał, że „może być uzasadnione i moralne” „zagłodzenie 2 milionów ludzi” oraz wyraził ubolewanie, że świat na to nie pozwoli.
Prezydent Izraela Jicchak Herzog obwinił „cały naród” Palestyny za atak z 7 października. Dodał: „To nieprawda, ta retoryka o tym, że cywile nie byli świadomi, nie byli zaangażowani. To absolutnie nieprawda”.
Wiceprzewodniczący Knesetu Nissim Vaturi napisał w mediach społecznościowych, że rząd pozwala na zbyt dużą pomoc dla Gazy i że IDF powinno „teraz spalić Gazę”. Stwierdził również:

Teraz wszyscy mamy jeden wspólny cel – wymazanie Strefy Gazy z powierzchni ziemi

#### Odwołanie się do Amaleka
Premier Izraela Binjamin Netanjahu wielokrotnie odwoływał się do postaci Amaleka podczas wojny, co wielu krytyków, w tym także przedstawiciele RPA, uznaje za dowód intencji ludobójczych. W przemówieniu z 28 października 2023 Netanjahu powiedział po hebrajsku: „Musisz pamiętać, co Amalek uczynił tobie, mówi nasza Święta Księga”, cytując Pwt 25,17 z Biblii Hebrajskiej. Wyrażenie „Pamiętaj, co ci uczynił Amalek” jest używane w kontekście upamiętniania Holokaustu, m.in. w instytucjach takich jak Jad Waszem czy Żydowski Pomnik w Hadze. Netanjahu ponownie użył tego wyrażenia w liście skierowanym do żołnierzy 3 listopada 2023.
Krytycy łączą aluzję Netanjahu do Amaleka z wersetem 1 Sm 15,3: „Dlatego teraz idź, pobijesz Amaleka i obłożysz klątwą wszystko, co jest jego własnością; nie lituj się nad nim, lecz zabijaj tak mężczyzn, jak i kobiety, młodzież i dzieci, woły i owce, wielbłądy i osły”. Noah Lanard, pisząc dla „Mother Jones”, określił wersety dotyczące Amaleka jako jedne z najbardziej brutalnych w Biblii i zauważył, że odwoływali się do nich żydowscy radykałowie prawicowi, tacy jak Baruch Goldstein, by usprawiedliwić zabijanie Palestyńczyków. Amalek był „wrogiem, którego starożytnym Izraelitom Bóg nakazał zgładzić”, a uczeni określają ten werset jako przykład „boskiego nakazu ludobójstwa”.

### Wypowiedzi wojskowych i innych urzędników izraelskich
Generał dywizji Ghassan Alian, Koordynator Działań Rządu na Terytoriach, oświadczył: 

Nie będzie prądu ani wody [w Gazie], będzie tylko zniszczenie. Chcieliście piekła, dostaniecie piekło

Generał dywizji SOI Giora Eiland napisał: „Gaza stanie się miejscem, gdzie żaden człowiek nie będzie mógł żyć” oraz „Stworzenie poważnego kryzysu humanitarnego w Gazie jest koniecznym środkiem do osiągnięcia celu”. Historyk izraelski i badacz Holokaustu Omer Bartov zauważył, że żaden izraelski polityk ani przedstawiciel SOI nie potępił tych słów.
Rzecznik armii izraelskiej Daniel Hagari, odnosząc się do bombardowania Gazy, stwierdził: „Balansując między precyzją a skalą zniszczeń, obecnie koncentrujemy się na tym, co powoduje maksymalne szkody”. Prawnicy interpretowali to jako zamiar zniszczenia Gazy.
Polityk skrajnej prawicy i były członek Knesetu Mosze Feiglin powiedział: „Istnieje jedno jedyne rozwiązanie, które polega na całkowitym zniszczeniu Gazy przed jej inwazją. Mam na myśli zniszczenie takie jak w Dreźnie i Hiroszimie, ale bez użycia broni jądrowej”. Minister gospodarki Nir Barkat dodał później: „Nie przypominam sobie, by Wielka Brytania lub Stany Zjednoczone, bombardując Drezno pod koniec II wojny światowej, myślały o mieszkańcach”. Akademicy, zagraniczni politycy i organizacje medialne również nawiązywały do bombardowania Drezna w kontekście działań Izraela w Gazie.
Ambasador Izraela w Wielkiej Brytanii, Cippi Chotoweli, bliska sojuszniczka Netanjahu, została oskarżona o podżeganie do ludobójstwa za wypowiedzi w wywiadzie radiowym z Iainem Dale'em. Chotoweli stwierdziła, że SOI atakuje „każdą szkołę, każdy meczet, co drugi dom”, aby zniszczyć sieć tuneli Hamasu w Gazie. Dale zwrócił uwagę, że taka argumentacja prowadzi do niszczenia całej Gazy. Chotoweli odpowiedziała: „Czy masz inne rozwiązanie?”.
W marcu 2025 izraelski ambasador w Austrii, David Roet, oświadczył, że palestyńskie dzieci uzbrojone w Strefie Gazy powinny podlegać egzekucji. Nie przedstawił przy tym dowodów potwierdzających występowanie takich przypadków oraz zignorował obawy dotyczące liczby ofiar wśród ludności cywilnej.
Prawnik Nimer Sultany podkreśla wypowiedzi izraelskich dowódców prowadzących operacje lądowe w północnej Gazie, które nawołują do depopulacji i podejścia „spalonej ziemi”. Podobne przekazy pojawiały się również w mediach społecznościowych, publikowane przez izraelskich żołnierzy. Historyk Yoav Di-Capua zauważa rosnący wpływ oficerów i żołnierzy związanych z nurtem chardal w ramach syjonizmu religijnego, który – jego zdaniem – promuje ideologię noszącą cechy ludobójcze.

### Inne dowody wskazujące na zamiar ludobójstwa
Profesorka z Uniwersytetu Kolorado Maryam Jamshidi wskazała na deklarowany cel Izraela, jakim jest „zniszczenie Hamasu, w tym eksterminacja jego przywództwa politycznego i administracyjnego oraz likwidacja cywilnej policji i skrzydła militarnego”, a także na ataki wymierzone w „intelektualne, kulturowe i religijne przywództwo Gazy”. Odwołując się do wcześniejszych analiz dotyczących ludobójstwa w Bośni, argumentowała, że zamiar ludobójczy można udowodnić poprzez „dowody na eliminację cywilnego przywództwa chronionej grupy, jak również jej struktur wojskowych i policyjnych”, jeśli czyni to resztę społeczności bardziej podatną na nielegalne działania, takie jak przymusowa migracja. Atakowanie cywilnych instytucji kontrolowanych przez Hamas jest niezgodne z prawem międzynarodowym.
Jamshidi stwierdziła, że „utrwalony wzorzec postępowania Izraela wobec Palestyńczyków” – w tym blokada Strefy Gazy, niszczenie infrastruktury cywilnej w poprzednich wojnach, wysoka liczba ofiar cywilnych w obecnym konflikcie, „masowe przymusowe wysiedlenia i czystki etniczne” pod pretekstem tworzenia stref humanitarnych, praktyki IDF podważające twierdzenia, że wojna jest skierowana wyłącznie przeciwko Hamasowi, a także liczne udokumentowane zbrodnie i raporty ONZ popierające zarzuty ludobójstwa – zwiększają prawdopodobieństwo, że Międzynarodowy Trybunał Sprawiedliwości orzeknie na korzyść Republiki Południowej Afryki.
Natomiast profesor z Uniwersytetu Stanu Ohio John B. Quigley argumentował, że warunki życia narzucone Strefie Gazy w wyniku działań wojennych mogą zostać uznane za dowód na zamiar ludobójczy, nawet przy braku bezpośrednich dowodów, ponieważ ich skala jest tak niszczycielska, że Izrael powinien był przewidzieć, iż doprowadzą one do eksterminacji Palestyńczyków.